# عرف بين المدورين
العرف بين المدورين (بالإنجليزية: Intertrochanteric crest)‏ وهو ثلم عظمي يقع على الجزء الخلفي لرأس عظم الفخذ ، وهو يمتد بميل متجها إنسياً للأسفل، من قمة المدور الأكبر حتى المدور الأصغر.
الارتباط البعيد لمحفظة مَفْصِل الورك على عظم الفخذ يتبع شكل الحافة غير المنتظمة المحيطة بين الرأس والعنق. ونتيجة لذلك، ترتبط محفظة مَفْصِل الورك على منطقة الخط بين المدورين على الجانب الأمامي، أما على الجانب الخلفي من الرأس فتكون أبعد من العرف بين المدورين بمقدار أصبع.

## البنيان
- هناك ارتفاع في العرف بين المدورين يقع ما بين الثلث القريب (العلوي) والثلث المتوسط من العرف، اسمه الحديبة المربعة.[3]
- النصف العلوي للعرف بين المدورين يشكّل الحافة الخلفية من المدور الكبير.

### العلامة بين عنق وجسم عظم الفخذ
يقوم العرف بين المدورين في الجزء الخلفي لرأس عظم الفخذ ، مع الخط بين المدورين في الجانب الأمامي لرأس عظم الفخذ ، يقومان معاً بتحديد العلامة الفاصلة بين عنق عظم الفخذ و بين جسم عظم الفخذ.
المرفق المحفظة البعيدة على عظم الفخذ يتبع شكل من حافة غير منتظمة بين الرأس والعنق. ونتيجة لذلك، وكبسولة من الملحقين مفصل الورك في منطقة الخط بين المدورين على الجانب الأمامي، ولكن اصبعه بعيدا عن قمة بين المدورين على الجانب الخلفي من الرأس.

## صور إضافية

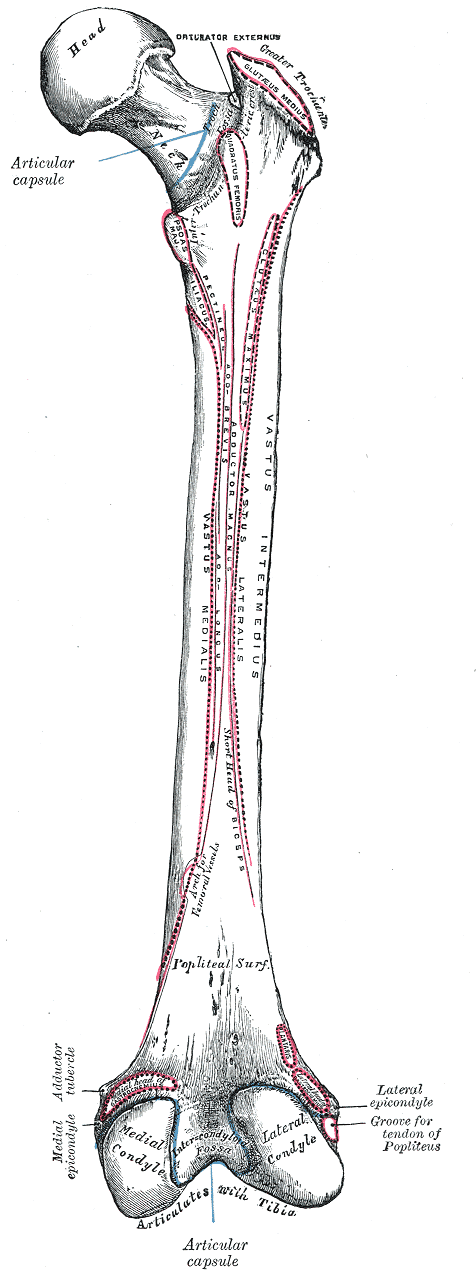
عظم الفخذ الأيمن. الواجهة الخلفية.
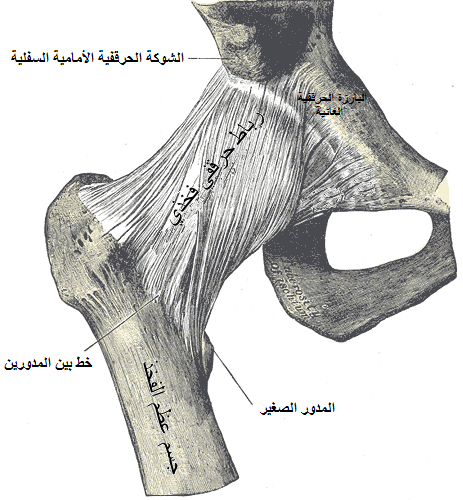
مفصل الورك الأيمن من الأمام.
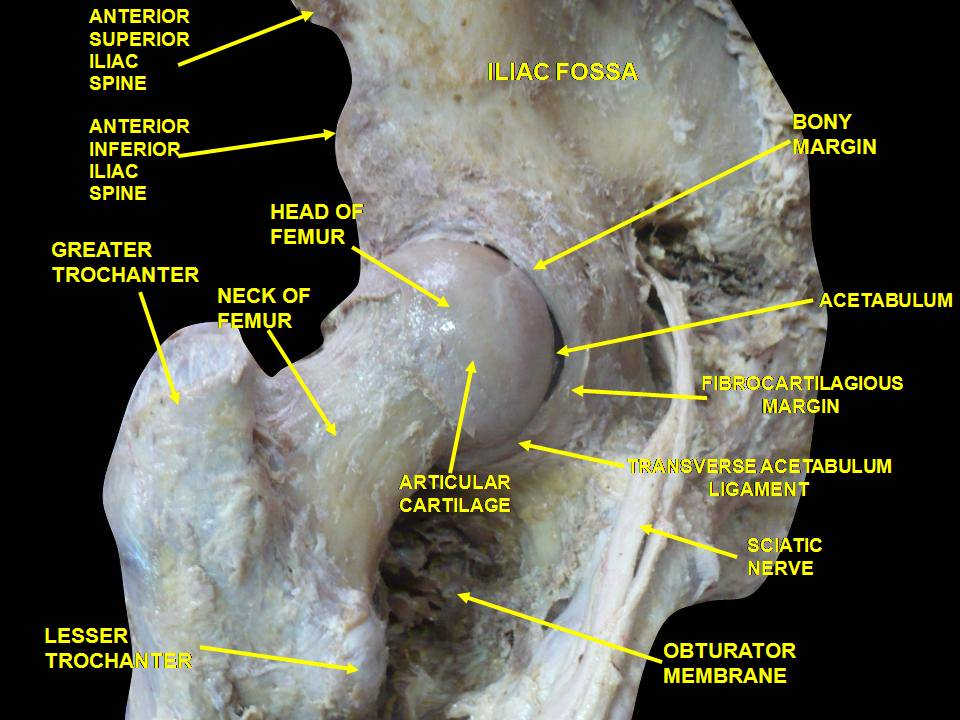
مفصل الورك. رؤية جانبية.
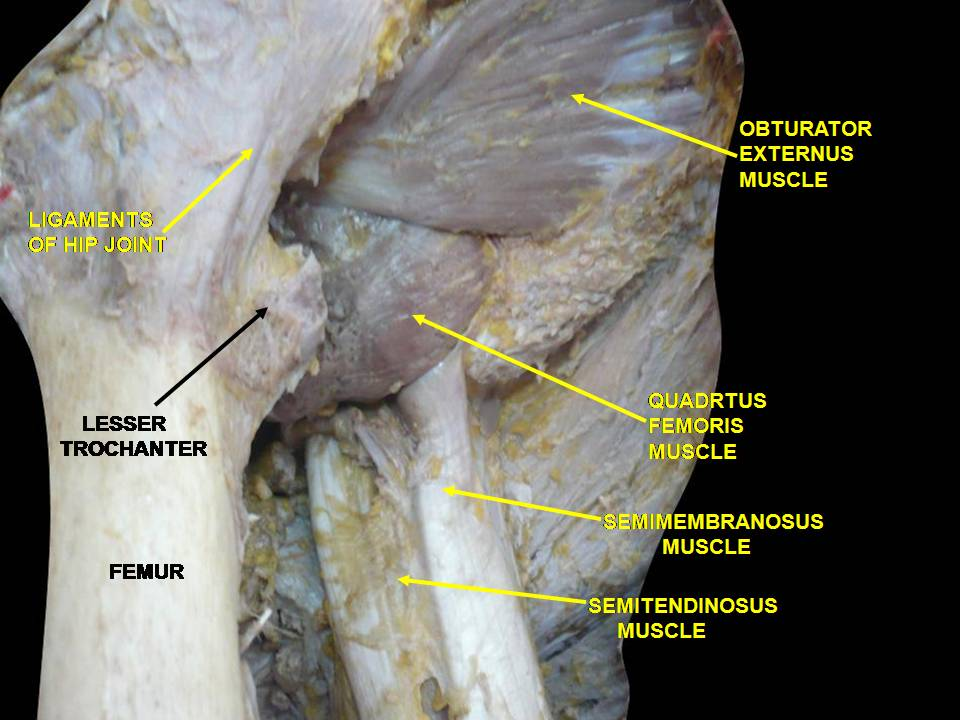
عضلات الفخذ.رؤية أمامية.

## وصلات خارجية
- صور تشريحية:12:st-0209 في مركز داونستيت الطبي التابع لجامعة نيويورك
- درسٌ تشريحي حول lljoints مُعدٌ بواسطة ويسلي نورمان (جامعة جورجتاون). (hipjointposterior)